# گمینا خوچیانوو
گمینا خوچیانوو (به لهستانی:  Gmina Chocianów) یک گمینا در لهستان است که در شهرستان پولکوویتسه واقع شده‌است. گمینا خوچیانوو ۲۳۰٫۲۷ کیلومتر مربع مساحت و ۱۲٬۷۶۵ نفر جمعیت دارد.